# Rabdophaga cinerearum
Rabdophaga cinerearum är en tvåvingeart som först beskrevs av Hardy 1850.  Rabdophaga cinerearum ingår i släktet Rabdophaga och familjen gallmyggor. Inga underarter finns listade i Catalogue of Life.